# Rotularia
Rotularia is een geslacht van uitgestorven borstelwormen uit de familie Serpulidae, die leefden tijdens het Eoceen. Vanwege de buikpotige vorm van Rotularia, interpreteerden veel auteurs in het verleden dit geslacht als zeeslakken uit de familie Vermetidae. Net als veel andere leden van Vermetidae is de Rotularia ongeveer vijf inch lang. Dit is een schatting van de 151 bevestigde fossiele ontdekkingen.

## Beschrijving
De kantige woonkoker van deze vrijlevende kokerwormen was stevig opgerold in een vlakke spiraal. Aan de ene kant was deze enigszins hol, aan de andere enigszins bol. Het kokeruiteinde stond overeind. Vertegenwoordigers van dit geslacht leefden op zandige ondergronden in ondiepe zeeën. De normale diameter van de koker bedroeg circa anderhalve centimeter.

## Leefwijze
Alle Rotularia-soorten zaten tijdens hun vroegste groeifase vast aan het substraat, maar lieten kort na de vorming van de eerste kransen los (Savazzi, 1995). Hun buizen hebben twee lagen met verschillende microstructuren (Vinn, 2008). Dit geslacht is bekend van het Vroeg-Kimmeridgien tot het Laat-Eoceen (Jäger, 2004).